# Petite rivière de la Corneille
Petite rivière de la Corneille är ett vattendrag i Kanada.   Det ligger i provinsen Québec, i den sydöstra delen av landet, 160 km nordväst om huvudstaden Ottawa.
I omgivningarna runt Petite rivière de la Corneille växer i huvudsak blandskog. Trakten runt Petite rivière de la Corneille är nära nog obefolkad, med mindre än två invånare per kvadratkilometer.